# 代谢物组学

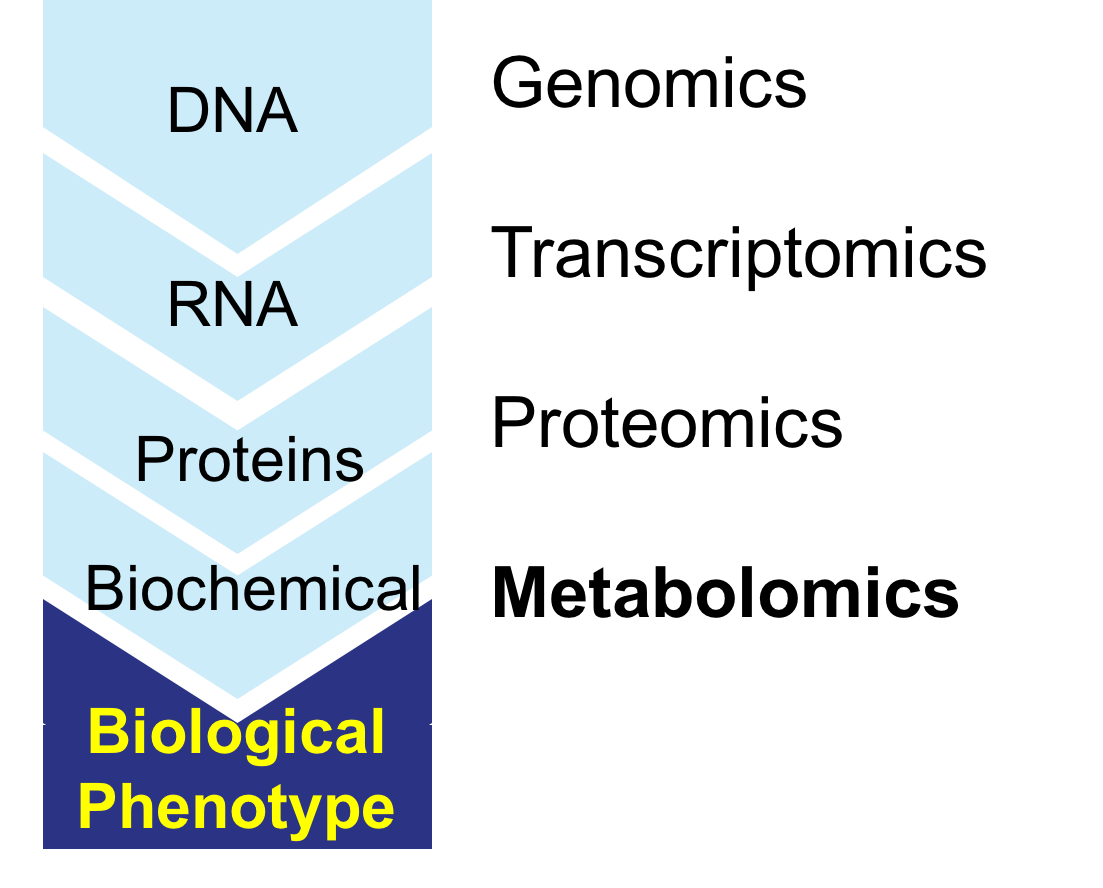
生物学的中心法则，显示从DNA到表型的信息流。 与每个阶段相关的是相应的系统生物学工具，从基因组学到代谢组学。

代谢物组学（英語：metabolomics）是涉及代谢产物、小分子底物、中间体和细胞代谢产物的化学过程的科学研究。具体而言，代谢物组学是“对特定的细胞过程遗留下的特殊化学指纹的系统研究”，即对其它们的小分子代谢产物的整体研究。代谢物组(Metabolome)定义为在一个生物细胞，组织，器官或生物体中所有的代谢产物的集合，它们是细胞过程的最终产物。因此，当信使RNA(mRNA)、基因表达的数据、和蛋白质组学分析揭示了细胞中产生的一组基因产物，这些数据代表了细胞功能的一个方面。 相反，代谢分析可以提供该细胞生理学的即时快照， 因此，代谢组学提供了生物体的直接“生理状态的功能读数”。 代谢物组和其他细胞整体（基因组、转录组、蛋白质组、和脂类组）之间确实存在可量化的相关性，可用于预测生物样品中代谢物的丰度，例如 mRNA 丰度。  系统生物学的终极挑战之一是将代谢物组学与所有其他组学信息整合起来，以更好地理解细胞生物学。

## 历史
罗杰·威廉姆斯 (Roger Williams) 在1940年代末提出了个人可能具有可以反映在其生物体液的组成中的“代谢特征”("metabolic profile")的概念， 他使用纸色谱法表明尿液和唾液中的特征代谢模式是相关的患有精神分裂症等疾病。 然而，只有通过1960年代和1970年代的技术进步，定量（而不是定性）测量代谢特征才变得可行。“代谢特征”这一术语是由 Horning 等人引入的。 1971 年，他们证明氣相色譜法-質譜聯用 (GC-MS) 可用于测量人类尿液和组织提取物中存在的化合物。 Horning 小组与萊納斯·鮑林 (Linus Pauling) 和阿瑟·B·罗宾逊(Arthur B. Robinson) 小组一起，在1970 年代领导了 GC-MS 方法的开发，以监测尿液中存在的代谢物。
与此同时，1940年代发现的核磁共振波谱法(NMR)也在快速发展。 1974 年，西利等人(Seeley et al.)证明了使用 NMR 检测未修饰生物样品中代谢物的实用性。  第一项针对肌肉的研究强调了 NMR 的价值，因为确定 90% 的细胞ATP与镁复合。 随着更高磁场强度和魔角旋转的发展，灵敏度也得到了提高，核磁共振仍然是研究新陈代谢的领先分析工具。最近利用核磁共振波谱法(NMR)进行代谢物组学的努力主要是由伦敦大学伯贝克学院以及后来伦敦帝国学院的 Jeremy K. Nicholson 实验室推动的。 1984 年，Nicholson 证明 1H NMR 波谱有可能用于诊断糖尿病，并随后率先将模式识别方法应用于 NMR 波谱数据。
在2005年，第一个用于表征人类代谢物的代谢物组学网络数据库METLIN是在斯克里普斯研究所(The Scripps Research Institute)的Siuzdak实验室开发的，含有超过10,000种代谢物和串联质谱法数据。截至2019年7月，METLIN数据库已经含有超过450,000种代谢物和其他化学实体，每个化合物都具有从分子标准物以多种碰撞能以及正电离和负电离模式生成的实验串联质谱法数据。METLIN数据库是同类型的串联质谱法数据的最大存储库。专门的学术期刊《代谢物组学》(Metabolomics)于 2005 年首次出版，由现任主编Roy Goodacre创办。
在2007年1月23日，由加拿大阿尔伯塔大学的David Wishart博士领导的人体代谢物项目完成了人类代谢物组数据库(Human Metabolome Database)的初稿，其中包含大约2500种代谢物，1200种药物，和3500种食物成分的数据库。另外，有几个植物物种，尤其是蒺藜苜蓿(Medicago truncatula)和拟南芥已经进行了几年的类似项目。
直到2010年中期，代谢物组学仍被认为是一个“新兴领域”。  此外，有人指出，该领域的进一步进展在很大程度上取决于质谱仪的技术发展，解决“无法解决的技术挑战”。
2015年，实时的代谢物组分析被第一次展示。

## 代谢物组(metabolome)
代谢物组指代在一个生物样品（例如单一生物体）内发现的全套小分子（<1.5 kDa）代谢物（例如代谢中间体，激素和其他信号分子以及次级代谢物）。这个词“代谢物组”（Metabolome）类似于转录组学（Transcriptomics）和蛋白质组学（Proteomics）; 像转录组和蛋白质组，代谢物组是动态的，每一秒钟都在变化。虽然可以很容易地定义代谢物组，但目前还不可能通过单一分析方法分析代谢产物的整个范围。
第一个用于搜索串联质谱实验碎片数据的代谢物数据库（称为METLIN）由斯克里普斯研究所的 Siuzdak 实验室于 2005 年开发。 METLIN 包含超过 450,000 种代谢物和其他化学实体，每种化合物都有实验串联质谱数据。 2006 年， Siuzdak 实验室还开发了第一个允许质谱代谢组学数据非线性对齐的算法。 它被称为 XCMS，其中“X”代表任何色谱技术，它已被开发为在线工具。
代谢物组是一个生命体内所有代谢产物的总和，其整体构成一张巨大的代谢反应网络：一个酶化学反应的产物往往是另一个反应的反应物。这些反应系统可以用超循环系统来描述。

## 代谢产物(metabolite)
代谢产物通常指在生命体内实现代谢过程的小分子有机化合物。 初级代谢产物直接参与细胞的正常生长、发展和繁殖。 次级代谢产物不直接参与这些过程，但是通常具备重要的生态功能，例如抗生素和色素。代谢产物的鉴定，往往是复杂且困难的。近些年，越来越多的代谢产物鉴定工具被设计，且成功地应用于人类样品中,例如人类粪便，尿液以及血浆样品。

## 分析技术
代谢物组学研究的典型工作流程如图所示。 首先，从组织，血浆，尿液，唾液，细胞等中收集样品。其次，经常通过添加内标和衍生化方法提取代谢产物。 在样品分析过程中，对代谢产物进行定量（液相色谱法或气相色谱法，以及质谱法和/或NMR光谱）。 原始输出数据可用于代谢物特征提取，并在进行统计分析（例如PCA）之前进一步处理。 许多生物信息学工具和软件可用于识别与疾病状态和结果的关联，确定显着的相关性并利用现有的生物学知识表征代谢特征。

### 分离方法
最初，代谢组学样品中的分析物包含高度复杂的混合物。通过将某些分析物与其他分析物分离，可以在检测前简化该复杂混合物。分离实现了多种目标：在这一步中可以分离出检测器无法分辨的分析物; 在质谱法(MS)分析中，离子抑制减少; 分析物的保留时间用作关于其身份的信息。这种分离步骤不是强制性的，通常在核磁共振和基于“霰弹枪”的方法如霰弹枪脂质组学(Shotgun lipidomics)中被省略。
- 气相色谱法(GC)，特别是与质谱联用（气相色谱法-质谱联用,GC-MS）时，是代谢组学分析中使用最广泛的方法之一[26]。
- 高效液相色谱法(HPLC)
- 毛细管电泳(CE)

### 检测方法
核磁共振波谱法和质谱法两大分析技术是用于检测代谢物最主要的手段，它们也通常和色谱法联合使用以提高灵敏度和准确度。

#### 核磁共振波谱技术
迄今为止，核磁共振波谱技术(Nuclear magnetic resonance spectroscopy)在代谢物组学得到了非常广泛的应用，其显著优势是可以一次观测到多种代谢物，并且重现性好、无破坏性、测量时间短。生物样品可用液相核磁（尿液和血液）和固相核磁（组织）来测量。一维氢谱核磁共振用于快速地测量大量生物样品的代谢组谱，二维核磁技术则通常用来进一步地确定对代谢化合物的鉴定。

#### 质谱法 (Mass spectrometry)
质谱技术是一种相当成熟的分析化学技术，可以用来测量样品或者分子的元素组成、阐明分子的化学结构，比如说表征多肽以及其他化合物。质谱的基本原理是：首先待测化合物被离子化成带电分子或者分子碎片，然后这些带电子的荷质比被直接测量用以关联原始化合物的元素成分和化合物结构。在当今时代分析实验室里，质谱技术的使用非常普遍，用于研究各种各样化合物的物理、化学以及生物的性能。质谱技术早在上个世纪七八十年代就用于测量生物体的目标代谢物。质谱技术的最大优势在于高灵敏度，测量范围宽广，可以与色谱法(chromatography)技术（包括气相色谱法和液相色谱）有机联用，近年来成为代谢物组学领域一个主要的研究工具。

## 统计方法
代谢物组学中生成的数据通常包括在各种条件下对受试者进行的测量。 这些测量结果可以是数字化光谱或代谢物特征列表。 以最简单的形式，这会生成一个矩阵，其中行对应于受试者，列对应于代谢物特征（反之亦然）。  目前有多种统计程序可用于分析NMR和质谱数据。 已有大量免费软件可用于分析表中所示的代谢组学数据。 表中列出的一些统计工具是为NMR 数据分析而设计的，对于质谱数据也很有用。  对于质谱数据，可以使用软件根据电荷质量值以及有时根据实验设计的保留时间来识别受试者组中不同的分子。

## 关键应用
通过代谢分析（特别是尿液或血浆样本）的毒性评估/毒理学检测由化学物质（或化学物质混合物）的毒性损伤引起的生理变化。在许多情况下，观察到的变化可以与特定的综合征有关，例如，肝或肾中的特异性病变。这与想要测试潜在候选药物的毒性的制药公司特别相关：如果化合物在以不利毒性为由进行临床试验之前可以消除，则可以节省大量的试验费用。
对于功能基因组学，代谢组学可以是确定基因操作引起的表型的优秀工具，如基因的删除或插入。有时，这本身可能是一个充分的目标 - 例如，检测旨在用于人类或动物消费的转基因植物中的任何表型变化。 通过与已知基因的缺失/插入引起的代谢扰动进行比较，预测未知基因功能的前景更加令人兴奋。

### 临床应用
与基因组学和蛋白质组学相比，代谢组学的研究侧重于相关特定组分的共性，最终是要涉及研究每一个代谢组分的共性、特性和规律，目前据此目标相距甚远。尽管充满了挑战，研究人员仍然坚信，与基因组学和蛋白质组学相比，代谢组学与生理学的联系更加紧密。疾病导致机体病理生理过程变化，最终引起代谢产物发生相应的改变，通过对某些代谢产物进行分析，并与正常人的代谢产物比较，寻找疾病的生物标记物，将提供一种较好的疾病诊断方法。

### 环境代谢组学
环境代谢组学是应用代谢组学来表征生物体与其环境的相互作用。这种方法在研究生物-环境相互作用和评估生物体功能和分子水平方面具有很多优点。因此，代谢组学正在越来越多的应用在环境科学领域，从理解有机体对非生物压力的反应到调查生物对其他生物群的反应。这些相互作用可以从个体到人群进行研究，这可以与生态生态学和生态学的传统领域相关，从瞬时效应到进化时间尺度的影响，后者可以进行遗传适应研究。

## 参阅
- 基因組學
- 脂类组学
- 蛋白质组学